# Diplomatiska revolutionen

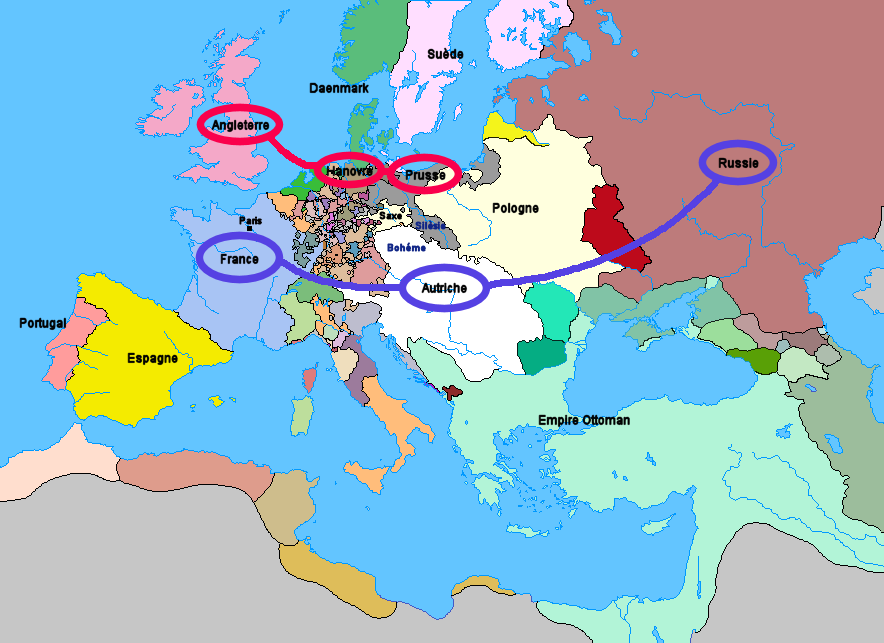
Allianser bildade som resultat av Diplomatiska revolutionen.

Diplomatiska revolutionen var namnet på den ändrade allianspolitik som fullständigt omvandlade den tidigare maktbalansen i Europa under år 1756. Den var en del av sjuttonhundratalets rådande internationella allianspolitik, som under seklets gång omvandlades för att bevara maktbalansen i Europa. Genom detta fördrag bröt Storbritannien och Österrike sin tidigare allians, och den nya maktbalansen kom att handla om de tidigare ärkefienderna Österrike och Frankrike i allians med Ryssland, mot en allians mellan Storbritannien och Preussen. Genom detta fördrag kom allianserna från Österrikiska tronföljdskriget bli de omvända under sjuårskriget.  Fördraget skapades genom Det första fördraget i Versailles 1 maj 1756 och Det första fördraget i Versailles 1 maj 1757.